# Chuyến bay 624 của Air Canada
Chuyến bay 624 của Air Canada (AC624 / ACA624) là một chuyến bay nội địa thường xuyên cất cánh từ Toronto tới Halifax. Giữa mưa tuyết dày và tầm nhìn hạn chế, vào lúc 00:43 giờ ADT (03:43 giờ UTC) vào ngày 29 tháng 3 năm 2015, chiếc máy bay Airbus A320-211 đã hạ cánh xuống một nơi rất gần so với đường băng và đã làm cho máy bay bị hỏng nặng. Tai nạn xảy ra khi sân bay đang bị mất điện; nó đã phải đóng cửa trong một thời gian để sửa chữa và đã đi vào hoạt động trở lại. Hai mươi ba người đã bị thương.

## Máy bay
Chiếc máy bay gặp nạn là một chiếc Airbus A320-211, có hai đông cơ CFM56-5A1. Số sê-ri của máy bay là 214 và lần đầu tiên bay vào ngày 10 tháng 7 năm 1991. Chiếc máy bya được sở hữu bởi GECAS và được Air Canada thuê lại.  Do tai nạn nên máy bay được sửa chữa lại toàn bộ.

## Tai nạn

Hành trình của chuyến bay 624 của Air Canada khởi hành từ Toronto và bay đến Halifax

Chuyến bay 624 của Air Canada  khởi hành từ Sân bay quốc tế Toronto Pearson (YYZ) để bay đến Sân bay quốc tế Stanfield Halifax (YHZ). Chiếc máy bay đã chở 133 hành khác và năm thành viên phi hành đoàn.Chiếc Airbus A320,  tên đăng ký C-FTJP, va chạm với mặt đất khi chỉ còn cách đường băng 05 khoảng 335 mét (1.099 ft) va chạm với mạch điện của sân bay và làm sân bay mất điện trong khoảng 90 phút,. Sau đó thì máy bay đã trèo lên kè bằng với độ cao của đường băng, sau đó trượt 335 mét (1.099 ft) bằng bụng trước khi dừng lại.
Chiếc máy bay bị hư hỏng nặng, với các tổn thất tại ba càng bánh. Các chiếc cánh và đuôi cũng bị hư hỏng. Hai mươi ba người đã phải nhập viên trong tình trạng mạng sống không bị đe doạ. Cả hai phi công cũng trong số người phải nhập viện. Trừ một người thì trong ngày hôm đó tất cả mọi người bị thương trong chuyến bay đều được xuất viện. Thời tiết khi tai nạn xảy ra được miêu tả là "giông bão". Việc sân bay mất điên có thể là nguyên nhân của tai nạn. Điện ở sân bay trở lại hoạt động vào lúc 02:12 giờ ADT.